# 1879 год в науке
В 1879 году произошли различные научные и технологические события, некоторые из которых представлены ниже.

## События
- Немецкий математик и логик Готлоб Фреге опубликовал книгу «Исчисление понятий», оказавшую огромное влияние на становление математической логики и оснований математики.
- Американский физик Эдвин Холл, трудясь над своей докторской диссертацией, обнаружил эффект, названный его именем.
- Австрийский физик Йозеф Стефан экспериментально открыл закон Стефана — Больцмана (Больцман пять лет спустя обосновал его теоретически).
- Дж. Х. Дарвин публикует приливную гипотезу эволюции лунной орбиты после отделения Луны от Земли[1].
- С. Флеминг предлагает разделить Землю на часовые пояса
- 56-летний энтомолог Жан Анри Фабр начал публикацию капитальной монографии Souvenirs entomologiques[2]; последний, десятый том вышел через тридцать лет, когда автор отметил 86-летие.
- Немецкий биолог Генрих Антон де Бари предложил термин «симбиоз» и поместил его в название своей новой книги «Die Erscheinung der Symbiose»[3].
- Шведские химики открыли новые редкоземельные химические элементы: Пер Теодор Клеве — гольмий и тулий, а Ларс Фредерик Нильсон — скандий[4].
- Французский химик Лекок де Буабодран открыл самарий.
- Русский геолог Василий Докучаев опубликовал историческую статью, в которой заложил основы научного почвоведения[5].
- 31 мая Вернер фон Сименс продемонстрировал в Берлине первый электровоз.
- Томас Эдисон успешно испытал угольную нить в лампе накаливания.
- Джеймс Ритти 4 ноября запатентовал кассовый аппарат.

## Награды
- Медаль Копли — Рудольф Клаузиус.
- Медаль Волластона — Бернгард Штудер.

## Родились
См. также: Категория:Родившиеся в 1879 году
- 1 января — Эрнест Джонс, шотландский психоаналитик, первый биограф Зигмунда Фрейда (ум. 1958).
- 22 февраля — Йоханнес Николаус Брёнстед, датский физикохимик (ум. 1947).
- 8 марта — Отто Ган, немецкий химик, нобелевский лауреат по химии 1944 года (ум. 1968).
- 14 марта — Альберт Эйнштейн, нобелевский лауреат по физике 1921 года (ум. 1955).
- 4 мая — Леонид Мандельштам, советский физик, академик (ум. 1944).
- 28 мая — Милутин Миланкович, сербский геофизик (ум. 1958).
- 21 августа — Андрей Мартынов, советский палеонтолог (ум. 1938).
- 9 октября — Макс фон Лауэ, нобелевский лауреат по физике 1914 года (ум. 1960).
- 28 ноября — Николай Крылов, советский физик, академик (ум. 1955).

## Скончались
См. также: Категория:Умершие в 1879 году
- 3 марта — Уильям Кингдон Клиффорд, английский математик (род. 1845).
- 4 мая — Уильям Фруд, английский гидродинамик (род. 1810).
- 24 июня — Жан Жозеф Огюстен Эрнест Фэвр,  французский врач, физиолог и педагог; доктор медицины, президент Лионской академии наук[фр.][6].
- 5 ноября — Джеймс Кларк Максвелл, шотландский физик и математик (род. 1831).